# Blephilia hirsuta
Blephilia hirsuta — вид квіткових рослин з родини глухокропивових (Lamiaceae).

## Біоморфологічна характеристика
Стебла ростуть із системи кореневищ з мочкуватими коренями. Це багаторічна рослина, яка зазвичай має висоту від 30 до 120 см. Центральне стебло вкрите довгими білими волосками і закінчується кількома завитками квіток. Квіти можуть бути як світло-блакитними, блідо-пурпуровими, так і білими з пурпуровими плямами. Кожна квітка має приблизно 1 см завдовжки зі світло-зеленими чашолистками, двома основними «губами» й двома видимими тичинками. Квіти з'являються влітку приблизно на півтора місяці. Розташовані супротивно вздовж стебла, листки довгі, але тонкі, стають ширшими біля основи; листкові ніжки від 1 до 3 см вкриті невеликими волосками. Вони приємно пахнуть.

## Поширення
Це рослина східної частини США і східної частини Канади (Алабама, Арканзас, Коннектикут, Джорджія, Іллінойс, Індіана, Канзас, Кентуккі, Массачусетс, Мічиган, Міннесота, Міссурі, Небраска, Нью-Йорк, Північна Кароліна, Огайо, Оклахома, Онтаріо, Пенсильванія, Квебек, Теннессі, Техас, Вермонт, Вірджинія, Вісконсин).
Blephilia hirsuta віддає перевагу багатому вологому ґрунту в листяних лісах, уздовж струмків і річок, у лісових пустинах і заростях, підстиланих вапняком, і іноді зустрічається поблизу заболочених угідь. Blephilia hirsuta любить часткове сонце або легку тінь. Ідеальними є ліси з нечастими порушеннями низької інтенсивності (тобто динаміка розривів).

## Використання
Рослину часто висаджують у садах за її красу та приємний аромат; коли листя подрібнене або пошкоджене, воно видає м'ятний запах. Однак він може мати деякі корисні лікувальні властивості, враховуючи, що споріднений вид (Blephilia ciliata) історично використовувався черокі як припарки для лікування головного болю.

## Галерея

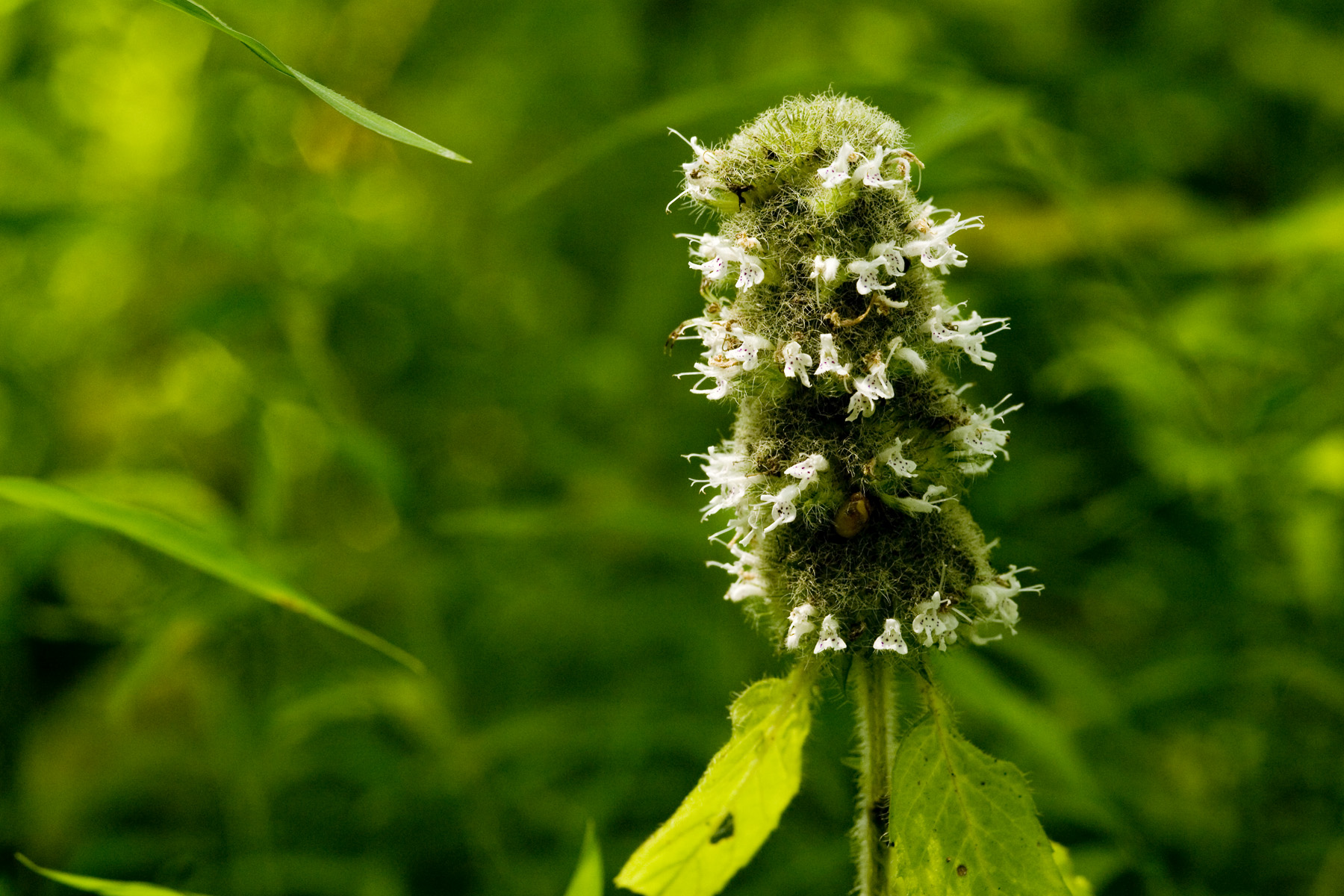
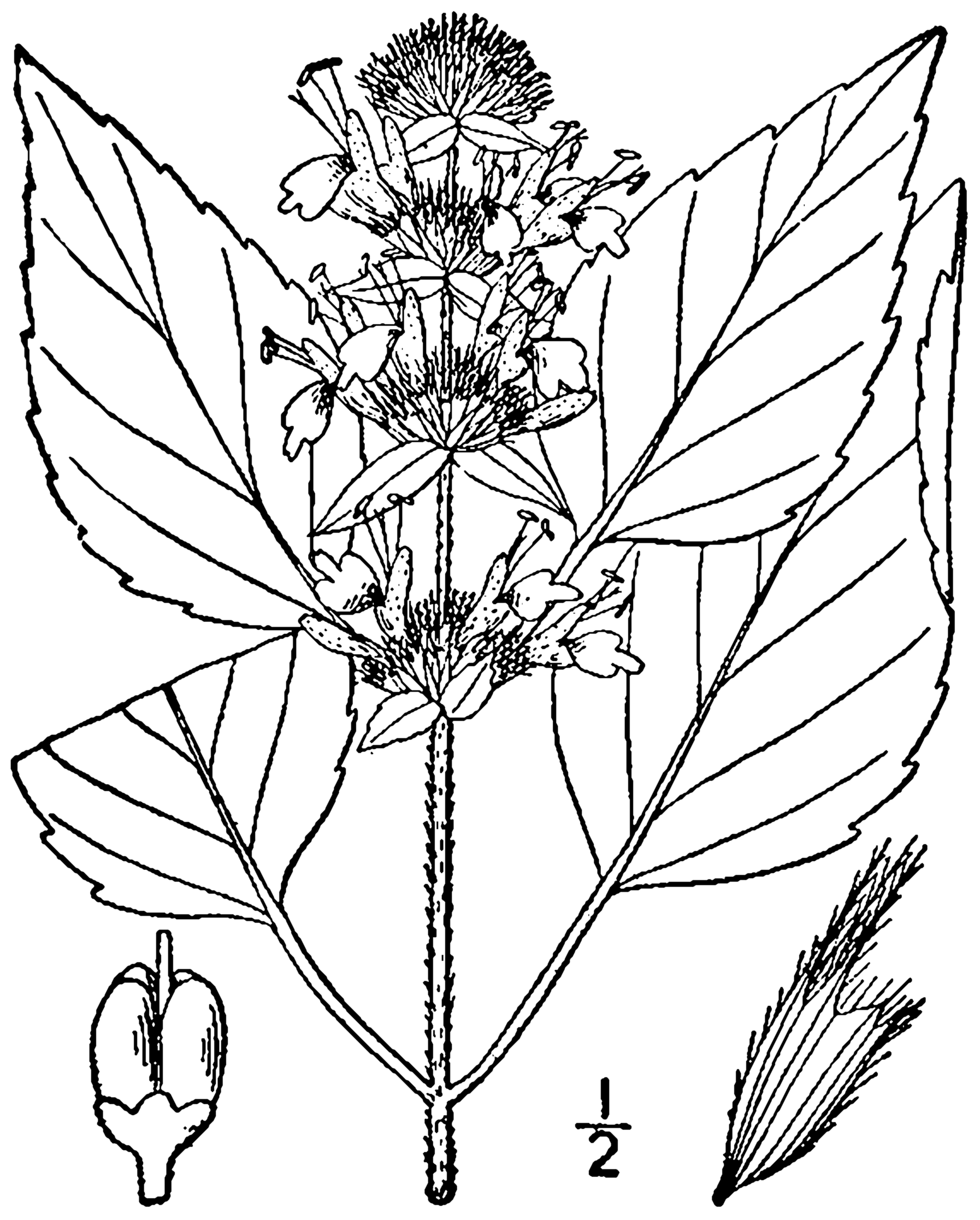